# Rosenbergia lactiflua
Rosenbergia lactiflua es una especie de escarabajo longicornio del género Rosenbergia, tribu Batocerini, subfamilia Lamiinae. Fue descrita científicamente por Fairmaire en 1883.

## Descripción
Mide 45-62 milímetros de longitud.

## Distribución
Se distribuye por Islas Salomón y Papúa Nueva Guinea.